# Leopoldia eburnea
Leopoldia eburnea là một loài thực vật có hoa trong họ Măng tây. Loài này được Eig & Feinbrun mô tả khoa học đầu tiên năm 1947.